# ギルド (バンド)
ギルドは、日本のヴィジュアル系バンド。

## 来歴
2006年
- 10月30日、大阪スクールオブミュージック専門学校の在校生であり「バンドクラッシャー」と呼ばれた宏一が、同校の様々なバンドより引き抜いたYOSHIHIRO,　RYUICHIと前ベーシストRiyoでギルドの母体バンド"Mazick"を結成。ユークリッド・エージェンシーと契約を結ぶにあたって、社長の「アイドルみたいで売れない」との判断から、バンド名をGuildに変更。契約条件がヴィジュアル系であったことから、Riyoが脱退したためTAKUMAがメンバーとなる。バンド名は「音楽的な職人（guild）であれ」、という意味がこめられている。京都mojoがホームである。
- 事務所の先輩であるゴールデンボンバーのオープニングアクトなどを務め、知名度をあげる。2010年に初のワンマンライブ「Burning Love 2010」を実施。さらに2011年には東名阪ワンマン「Burning Love 2011」、2011年夏には「Burning Summer 2011」、秋には「Burning学園」と続き、2011年10月30日には結成5年目を記念としたワンマンライブを大阪MUSEで行った。2012年はギルド主催で様々なバンドと行うライブが進行中。2月28・29日には京都Mojoにて「Burning 初すべり」と題したギルド主催イベント（28日Pop　Night、29日Rock　Night）が行われソールドアウトとなった。5月4日からはBurning Live2012と称したワンマンライブを開催。
- 2010年10月1日に1stアルバム「GUILDED」を発売。2011年4月より「Spring EP 2011 ~La Primavera~」から順に四季を冠したマキシシングルを発売。夏のL'Estate（レスターテ）に続き、2011年10月12日にはL'Autunno（ラトゥンノ）がリリース。2012年1月25日にはシリーズ最終作L'Invernoが発売。これらのシリーズ4作はすべてインディーズチャート１位を獲得している。2011年12月にわずか1980円という価格で発売された初DVDは、2011年9月24日に原宿アストロホールにて開催されたワンマンライブの模様を140分間にわたり収録したものである。宏一バースデーや「ざ・ぎーん」などを含む2回のアンコールまでの全21曲を収録。
- 曲は主としてギターのYOSHIHIROが作成し、ボーカルのRYUICHIが歌詞を載せてゆくスタイルをとっている。RYUICHIブログでは、韻を踏む詞が多用されるのは、曲に詞を後付するためと説明している。2011年には毎月1曲が12ヶ月連続配信されたが、12月最終曲配信後のYOSHIHIROブログでは「作曲ノルマに追われる事なく楽しくノビノビと曲を生み出す事が出来ました。」とコメントしている。
- ハイトーンボイスで歌う「Burning Love」はLOUDNESSの故・樋口宗孝より、サビの掛け合いについて指導されている（宏一ブログ）。曲調は1980年代ハードロックを基調としており、「ダサさを狙っている」としている（FOOL'S MATE 6月号インタビュー[要文献特定詳細情報]）。
- 2009年500円CDデビュー当時は、ハードなイメージのメイク・ファッションであったが、2011年L'Estateではスニーカー・ハーフパンツのカジュアル路線に移行しており、ファッション面ではソフト化・アイドル色を、またワンマンライブではコミック色の強さを増している。
- 2011年夏のマキシシングル「原始力サマー」のPVはドラムの宏一が監督をつとめた。しかし2011年10月発売のL'Atunnoにある「あの日君に逢わなければ　愛しささえ知らないまま」や2011年配信曲「キャンドル」のPVでは、一転して成熟した男性性をアピールするものとなった。2012年最新作L'Invernoには日本国旗をボディペインティングしたmessage性のあるHIGH AND MIGHTY ISLANDをはじめとして各曲のPVが収録されている。2012年5月5日発売の初のベストアルバム『THE BEST GUILD』は、タワーレコード全店にてV系アルバムウィークリーチャートで1位を獲得している。
- 2012年は「ギルドGOGOイヤー!」と題し、「CDセールス1タイトルで5500枚以上!」、「46都道府県へGOGO!」、「ライブ総動員5500人!」を目標とし、全目標を達成。沖縄ファンクラブ旅行と沖縄ライブを2013年1月に行った。
- 2013年ギルド企画では、日本の人口約1億2000万人の0.01％の動員目標のため47都道府県をワンマンで廻る「ワンマンツアー2013　1/10000の無謀な願望」を開催。

2014年
- 「ギルド47都道府県ツアー2014　Burning FLOWERS ～咲いて貴方とSuper LOVERS～」と称し、全国を廻る。
- 同年7月19日、初の夏の野外スペシャルワンマンライブを日比谷野外音楽堂で行う。

2015年
- 7月1日、ミニアルバム「夏祭り」をリリース[1]。
- 同年10月7日、2015年いっぱいでの活動休止を発表[2][3]。

2016年
- 11月12日、「GUILD SEASON1 LAST LIVE- DEPARTURE -」の開催発表と共にボーカルのRYUICHIが卒業を発表した[4]。

2018年
- 3月31日付で、ユークリッド・エージェンシーとの専属契約を終了。YOSHIHIROのみ所属を継続。
- 6月16日、同年8月25日の公演を以てギターのYOSHIHIROが脱退、また同公演にて2017年2月に卒業したRYUICHI（ボーカル）が復帰することを発表した[5]。
- 現在の所属先は、株式会社アドベントクォード

2023年
- 4月4日、同日を以てRYUICHI（ボーカル）が活動方針の違いから再脱退したことを発表した[6]。

## メンバー

### 現メンバー
- TAKASHI（たかし、9月17日 - ）

ギター,キーボード,コーラス担当。
血液型はA型。
ARTS(タカシ) → カル・ヴァリ(Takashi) → カメレオ
takashinchi.com
- TAKUMA（たくま、5月27日 - ）

ベース,コーラス担当。
京都在住。3人兄弟（弟・妹）の長男。
血液型はB型。
愛称はたんたん、たんさんなどが挙げられる。
インストの企画や同期管理、動画編集など、見えないところでバンドに貢献。
LAKLAND 55-94DELUXEやMarleaux Votan Deluxeを愛用。うねるようなベースラインが特徴。
- 宏一（こういち、9月28日 - ）

ドラム担当。
京都在住。姉がおり、自称「おねえちゃん子」。母親からは「ひろゆきちゃん」（母親の弟）と誤って呼ばれることがある。
血液型はA型。
愛称はサマンサ、こひちなどが挙げられる。
バンドのリーダーである。
振付講座を担当。「ライブでは90％が宏一のMC」（鬼龍院翔より）と言われる。2010年秋の東ヨーロッパ初ツアーのMCでは英語も交え、日本でのライブとまったく同じ調子で物おじすることなく行われた。
ドラムセットはLOUDNESS樋口のマネージャーより贈られたもの。当初はツーバスであったが、樋口の逝去後ワンバスに変更する。
ドラムセットはPearl Reference PURE。スティックはWincent製のものを使用している。音数が少なめの重さのあるドラムをプレイする。

### 旧メンバー
- RIYO

ベースを担当していた。2010年3月に脱退。その後、TAKUMAがベースとして加入した。

- YOSHIHIRO

ギター担当。
作曲担当。神戸市在住。
血液型はA型。
愛称は、よしひれ、ひれ様、よしおなどが挙げられる。
自らのブログで音楽の好みが幅広いことを明かしている通り、作曲・編曲ともにさまざまなジャンルの音楽を取り入れている。
MUSICMAN LUKEを使用。技巧的なフレーズからブルージーなフレーズまで幅広いギタースタイルをカバー。
2018年8月25日を以て脱退。
- RYUICHI（りゅういち、11月18日 - ）

ボーカルを担当。
バンド「ALL I WANT」のヴォーカルも担当している。
岐阜県出身。
血液型はAB型。
愛称はりゅーりゅーが挙げられる。
趣味はモノマネ。
元柔道家。高校時代はブレイクダンスもしていた。
メンバー内で唯一の非喫煙者（2009年8月から禁煙）にして自動車運転無免許。
2017年2月に卒業。
2018年8月18日公演で復帰。
2023年4月4日に再脱退。

## ディスコグラフィ

### シングル・EP
| No. | タイトル                        | 発売日         | 備考 |
| --- | ------------------------------- | -------------- | --- |
| 01  | Burning Love/Shining Day        | 2009年12月23日 | 会場限定盤。 ワンコインシングル。 |
| 02  | Just take your heart/Get back   | 2010年3月25日  | 会場&通販限定盤。 ワンコインシングル。 |
| 03  | 約束/Tell Me Why                | 2010年4月29日  | 会場&通販限定盤。 ワンコインシングル。 |
| 04  | Sole Survivor/Party             | 2010年5月29日  | 会場&通販限定盤。 ワンコインシングル。 |
| 05  | Departure/Sky Blue              | 2010年6月20日  | 会場&通販限定盤。 ワンコインシングル。 |
| 06  | Spring EP 2011 〜La Primavera〜 | 2011年4月20日  | 春&夏&秋&冬に発売するマキシシングル第1弾。 3タイプ同時発売。 通常版には収録曲4曲のBack Track収録。 オリコン週間初登場35位 インディーズチャート1位 |
| 07  | Summer EP 2011 〜L'Estate〜     | 2011年7月13日  | マキシシングル第２弾。 3タイプ同時発売。 通常版には収録曲4曲のBack Track収録。 オリコン週間初登場29位 インディーズチャート1位                     |
| 08  | Autumn EP 2011 〜L'Autunno〜    | 2011年10月12日 | マキシシングル第3弾。 3タイプ同時発売。 通常版には収録曲4曲のBack Track収録。 オリコン週間初登場24位（自己最高記録） インディーズチャート2位      |
| 09  | Winter EP 2011 〜L'Inverno〜    | 2012年1月25日  | マキシシングル第4弾。 3タイプ同時発売。 通常版には収録曲4曲のBack Track収録。 オリコン週間初登場36位 インディーズチャート1位                      |
| 10  | I'll be there for you           | 2012年10月24日 | 初回限定盤A 初回限定盤B 通常版 LIVE会場＆通販限定盤（￥500） オリコン週間初登場23位                                                               |
| 11  | 誘惑ラプソディー                | 2014年1月1日   | 初回限定盤A 初回限定スペシャルプライス盤B 通常版 トレカサイズ おみくじ付ミュージックカード オリコン週間初登場4位                                  |
| 12  | LOVEマシーン                    | 2015年1月1日   | 初回限定盤A 初回限定盤B 通常版 ※カヴァーシングル オリコン週間初登場3位                                                                            |

### 配信限定シングル
| 発売日        | タイトル                    | 収録曲                                                                              | レーベル          |
| ------------- | --------------------------- | ----------------------------------------------------------------------------------- | ----------------- |
| 2019年7月5日  | QUAD                        | 1. ベルガモット 2. BLUE DIAMOND 3. 安明ドギマギ 4. 星空エゴイズム                   | INHERITED RECORDS |
| 2020年2月7日  | すのーまじっく              | 1. すのーまじっく 2. spec -D- 3. 恋を繋いだ日                                       | INHERITED RECORDS |
| 2022年6月26日 | #TikLife                    | 1. #TikLife 2. バックパッカー 3. #TikLife (BackTrack) 4. バックパッカー (BackTrack) | INHERITED RECORDS |
| 2022年6月26日 | 君との1000000% / ラテアート | 1. 君との1000000% 2. ラテアート                                                     | INHERITED RECORDS |

### アルバム
| No. | タイトル                                    | 発売日         | 規格品番                                                                        | 最高位 |
| --- | ------------------------------------------- | -------------- | ------------------------------------------------------------------------------- | ------ |
| 01  | GUILDED                                     | 2010年10月1日  | EAZZ-0060                                                                       | -      |
| 02  | THE BEST GUILD                              | 2012年5月5日   | 初回限定盤A EAZZ-0090 初回限定盤B EAZZ-0091 通常盤A EAZZ-0092                   | 40位   |
| 03  | Flowers 〜The Super Best of Love〜          | 2014年2月26日  | 初回限定盤A EAZZ-0116 初回限定盤B EAZZ-0117 通常盤A EAZZ-0118 通常盤B EAZZ-0119 | 21位   |
| 04  | 夏祭り                                      | 2015年7月1日   | 初回限定盤[CD＋Tシャツ] EAZZ-0141 通常盤[CD＋DVD] EAZZ-0142                     | 15位   |
|     | The Ultimate Best Vol.1 -Burning Collection | 2015年12月30日 |                                                                                 |        |
|     | The Ultimate Best Vol.2 -Love Collection-   | 2015年12月30日 |                                                                                 |        |
|     | GUILD BEST -12 Twelve- No.1                 | 2021年7月2日   |                                                                                 |        |
|     | GUILD BEST -12 Twelve- No.2                 | 2021年10月21日 |                                                                                 |        |

### 参加作品
| 枚 | タイトル                                                      | 発売日         | 規格品番 | 備考                                         |
| -- | ------------------------------------------------------------- | -------------- | -------- | -------------------------------------------- |
| 1  | 桜井莉菜「Angel」                                             | 2008年4月13日  |          | 4曲目のAngelの演奏でMAZICKとして参加         |
| 2  | CRUSH!2 -90's V-Rock best hit cover songs-                    | 2011年11月23日 |          | SIAM SHADEのカバー「グレイシャルLOVE」で参加 |
| 3  | Counteraction -V-Rock covered Visual Anime songs Compilation- | 2012年5月23日  |          | ナイトメアのカバー曲「the WORLD」で参加      |
| 4  | CRUSH!3 -90's V-Rock best hit cover LOVE songs-               | 2012年6月27日  |          | CRASH49にYOSHIHIROが参加                     |